# Габриэль, Анна
Анна Габриэ́ль Сабате́ (исп. Anna Gabriel Sabaté; род 1975, Сальен) — каталонский левый политик, социальный педагог, адъюнкт права. Сторонница идей антикапитализма и движения за независимость Каталонии. Советник мэрии Сальена в 2003—2011 годах, депутат Парламента Каталонии XI созыва в 2015—2017 годах от партии «Кандидатура народного единства», в которой Габриэль состояла с 2002 года.

## Биография
Анна Габриэль родилась в шахтёрской семье. Отец Анны переехал в Каталонию из Минас-де-Риотинто в провинции Уэльва, где устроился на работу в шахту. Мать Анны родилась в шахтёрской семье родом из Мурсии и состояла в Объединённой социалистической партии Каталонии. Дед и прадед Анны состояли в Национальной конфедерации труда.
Анна Габриэль — дипломированный специалист в области социальной педагогики, также получила юридическое образование. Окончила MBA в области трудового права в Барселонском автономном университете, где также преподавала историю государства и права.
Габриэль увлеклась политической деятельностью в 16 лет, состояла в местной антифашистской организации. Получив образование, работала педагогом в различных органах власти на муниципальном уровне и участвовала в учреждении координационного органа Ассоциации за каталанский язык. В 2002 году подключилась к работе в «Кандидатуре народного единства» и состояла в учредительной группе партии в Сальене. В 2003 году Анна Габриэль была избрана советником мэрии Сальена, участвовала в муниципальных выборах 2007 года от партии «Кандидатура народного единства» и являлась советником в оппозиции до 2011 года. В 2012 году Анна Габриэль приняла участие в выборах в Парламент Каталонии, но потерпела поражение. В 2013—2015 годах работала координатором в штабе парламентской группы КНЕ.
10 января 2016 года Анна Габриэль от имени своей партии выступала на дебатах в Парламенте Каталонии по кандидатуре Карлеса Пучдемона на должность президента Женералитета Каталонии и голосовала за его назначение. 27 октября 2017 года Анна Габриэль присутствовала на голосовании в Парламенте Каталонии по вопросу провозглашения Каталонской Республики.
22 декабря 2017 года Верховный суд Испании открыл дело в отношении Анны Габриэль по обвинению в участии в путче. Судья Пабло Льярена вызвал Анну Габриэль повесткой для дачи показаний по её делу на 21 февраля 2018 года, но за несколько дней до этого, опасаясь судебного преследования в Испании, она отказалась давать показания, покинула страну и обосновалась в Женеве. Объявлена в розыск на территории Испании 23 февраля 2018 года.